# Sascha Schneider

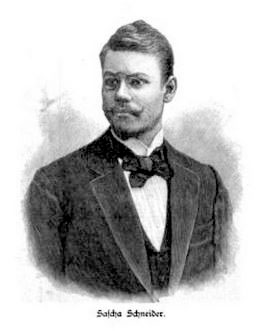
Sascha Schneider, 1896

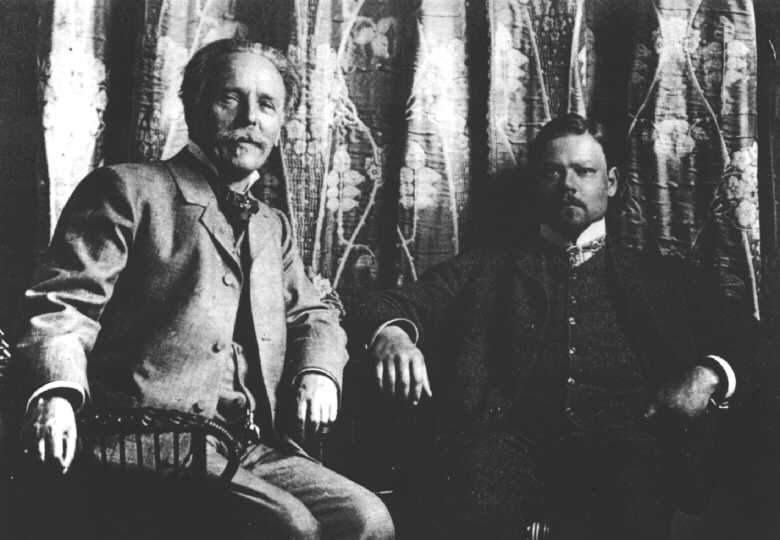
Sascha Schneider (rechts) mit Karl May, 1904

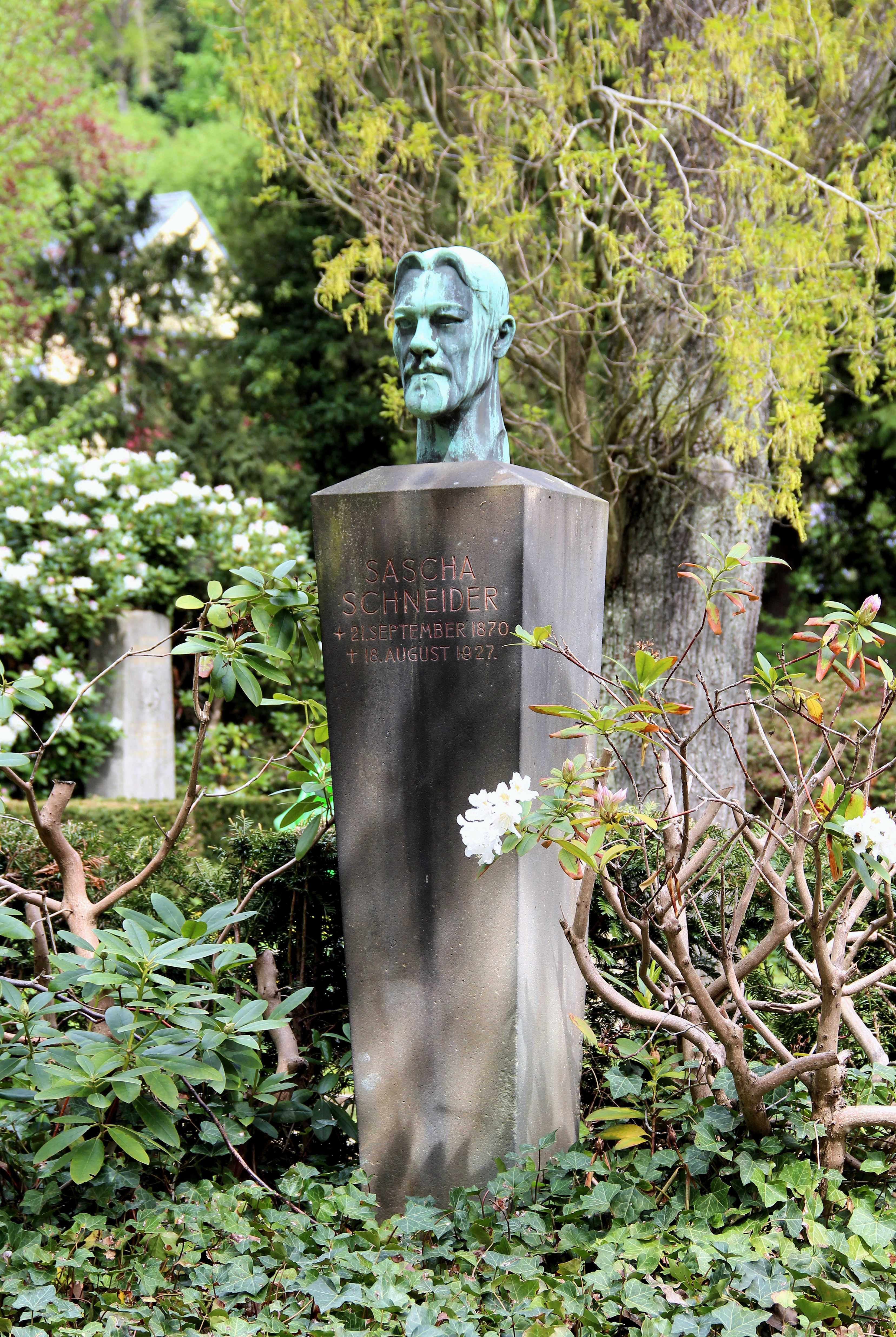
Grab von Sascha Schneider, April 2018

Sascha Schneider (* 21. September 1870 in Sankt Petersburg; † 18. August 1927 in Swinemünde; vollständiger Name: Rudolph Karl Alexander Schneider) war ein deutscher Bildhauer, Maler und Hochschullehrer, der vor allem als Illustrator der Deckelbilder der Reiseerzählungen von Karl May bekannt wurde.

## Leben und Wirken
Schneider verbrachte Kindheit und Jugend als Sohn eines Redakteurs und Druckereibesitzers in Sankt Petersburg. 1881 siedelte die Familie zunächst nach Zürich über. Nach dem Tod des Vaters zog die Familie nach Dresden weiter, wo er das Kreuzgymnasium besuchte.
Schneider begann nach dem Abitur 1889 ein Kunststudium an der Dresdner Kunstakademie. 1893 bezog er mit einem Kollegen ein Atelier und bestritt ab 1894 Ausstellungen. Sein eigenes Atelier eröffnete er 1900 im Haus Zaschendorfer Straße 81 in Meißen, in dessen heutigem Stadtteil Cölln er in der Johanneskirche ein Fresko gestaltete. Im Rahmen der Kunstausstellung Düsseldorf 1902 wurde sein Bild „Um die Wahrheit“ im Raum „Dresden“ des Ausstellungspalasts ausgestellt. Von 1900 bis 1904 lebte Schneider im Haushalt seiner verwitweten Mutter und seiner unverheirateten Schwester. In dieser Zeit erhielt er den Auftrag, die Wandelhalle des Kölner Opernhauses auszumalen.
Ab 1902 war er mit Kuno Ferdinand Graf von Hardenberg befreundet, mit dem er intensiv korrespondierte und der ihn auch finanziell unterstützte.
Im Jahr 1903 lernte er den Schriftsteller Karl May kennen. Nachdem Schneider schon diverse Wandgemälde in Leipzig gestaltet hatte, gab May im Oktober 1903 das Wandgemälde Der Chodem bei Schneider in Auftrag. Ein halbes Jahr später beschloss May, seine Reiseerzählungen im Verlag Friedrich Ernst Fehsenfeld mit neuen symbolistischen Deckelbildern von Sascha Schneider (Sascha-Schneider-Ausgabe) ausstatten zu lassen. Schneider vertraute Karl May seine homosexuelle Orientierung an. Dies hinderte Karl May nicht daran, eine Serie von neuen Titelbildern bei Schneider in Auftrag zu geben (z. B. Durch die Wüste, Durchs wilde Kurdistan, Am Rio de la Plata). Unter dem Druck der Verleger wurden diese Darstellungen jedoch schon anlässlich der nächsten Auflage ausgewechselt und in kleine Kunstmappen verbannt.
1904 wechselte Schneider als Professor an die Großherzoglich-Sächsische Kunstschule in Weimar. Er ließ sich ein großes Atelier bauen, wo er in den folgenden Jahren viele monumentale Männerskulpturen und Gemälde erschuf. In dieser Zeit war er mit dem Maler Hellmuth Jahn liiert. Als Jahn begann, Schneider zu erpressen, floh dieser nach Italien, wo Homosexualität zu jener Zeit straffrei war. Dort lernte er den Maler Robert Spies kennen. Gemeinsam reisten beide in den Kaukasus. Für ein knappes halbes Jahr kehrte er nach Leipzig zurück und wohnte danach bis zum Ausbruch des Ersten Weltkrieges in Florenz, wo er mittlerweile den Maler und Bildhauer Daniel Stepanoff kennengelernt hatte. Als Künstler wurde ihm in Deutschland zu jener Zeit die gebührende Anerkennung verweigert. Seine Skulptur Badende Knaben, die er 1909 für das Albertinum in Dresden geschaffen hatte, wurde 1912 wegen „Aufreizung zur widernatürlichen Unzucht“ abgelehnt.
Nach 1914 lebte Schneider im Künstlerhaus Dresden-Loschwitz oder in Hellerau bei Dresden. Gemeinsam mit einem Generaloberst und einem Sportmeister gründete er die Kraft-Kunst, ein Institut für Körperausbildung und Erziehung. Dort trainierten unter anderem junge männliche Aktmodelle, die Schneider auf seinen Körperkulturbildern festhielt.
Schneider starb 1927 im Alter von 56 Jahren nach einer Zuckerentgleisung eines Diabetes mellitus mit anschließendem Koma; sehr wahrscheinlich ist ein Suizid(versuch). Dies geschah auf einer Schiffsrundreise kurz vor dem Einlaufen des Schiffes in den Hafen von Swinemünde. Seine Grabstelle befindet sich auf dem Loschwitzer Friedhof, die mit einer Porträtbüste von Paul Peterich ausgestattet wurde.
Sascha Schneider war Mitglied im Deutschen Künstlerbund.

## Werke
- 1895: Vision des Propheten Ezechiel, Öl auf Leinwand[8]
- 1902: Wand- und Deckengemälde für die Wandelhalle im alten Kölner Opernhaus
Schneider schuf für das Tonnengewölbe einen Zyklus, der die Geschichte der Menschheit darstellte, und für die Wände Zyklen der Musikgeschichte und des Weltschriftentums. Die Gemälde wurden 1937/1938 entfernt und galten seitdem als verschollen. Private Forschungen ergaben, dass sie im Kölner Stadtmuseum archiviert sind. Die Gemälde sind öffentlich nicht zugänglich und in desolatem Zustand.[9]
- 1905: Titelzeichnungen zu den Werken Karl Mays. (mit einführendem Text von Johannes Werner) Verlag von Friedrich Ernst Fehsenfeld, Freiburg im Breisgau 1905.
- 1912: Mein Gestalten und Bilden. 1912. (Autobiografie)
- 1912: Ruhebänke vor der Gruft von Karl May in Radebeul
Nach dem Tod Mays schuf Schneider 1912 die beiden Ruhebänke aus Stein. Er selbst änderte seinen ursprünglichen Entwurf ab, der noch Sphingen vorsah, und entschied sich für Löwen.[10]
- 1922: Brunnenmosaik in Bad Schandau
Für die 1921–1922 gebaute Brunnenhalle schuf Schneider ein erhaltenes großes Glasmosaik. Dieses zeigt eine Nymphe, die aus den wallenden Nebeln der Quelle tritt. Mit ausgebreiteten Armen hebt sie zwei Schalen empor, aus denen das heilende Wasser fließt. Alte, Gebrechliche und junge Leidende halten ihre Schalen hin und trinken das Wasser.[11] Das Mosaik wurde 1991–1993 von der Werkstatt Dyroff (Dippoldiswalde) restauriert.

## Bildergalerie

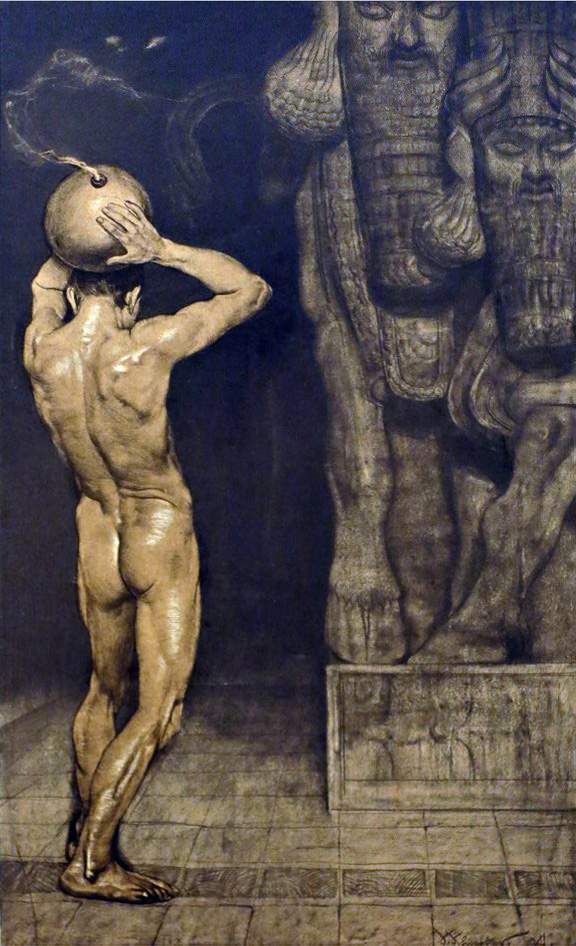
„Der Anarchist“ (1894)
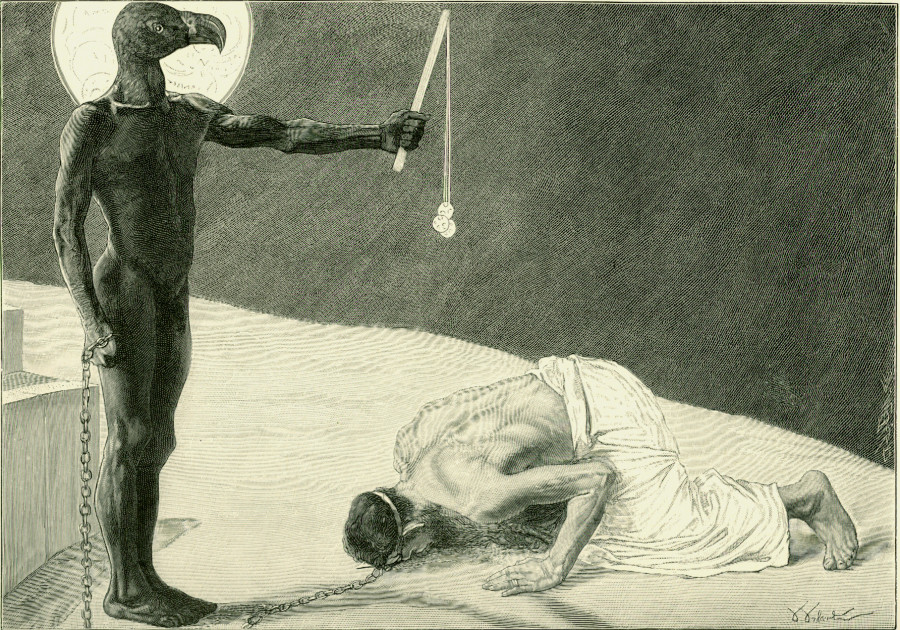
„Der Mammon und sein Sklave“ (1896)
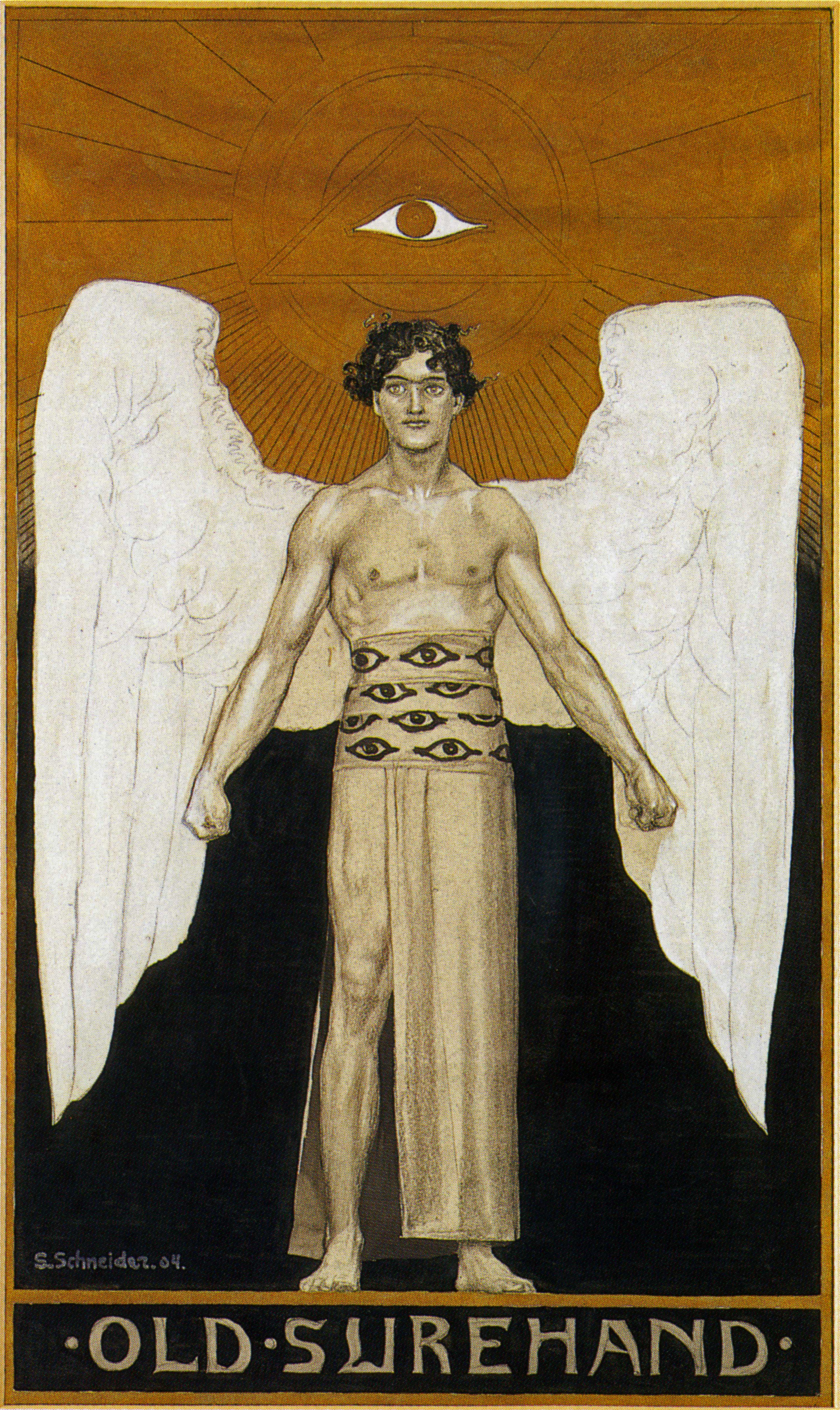
Deckelbild für Old Surehand von Karl May (1904)
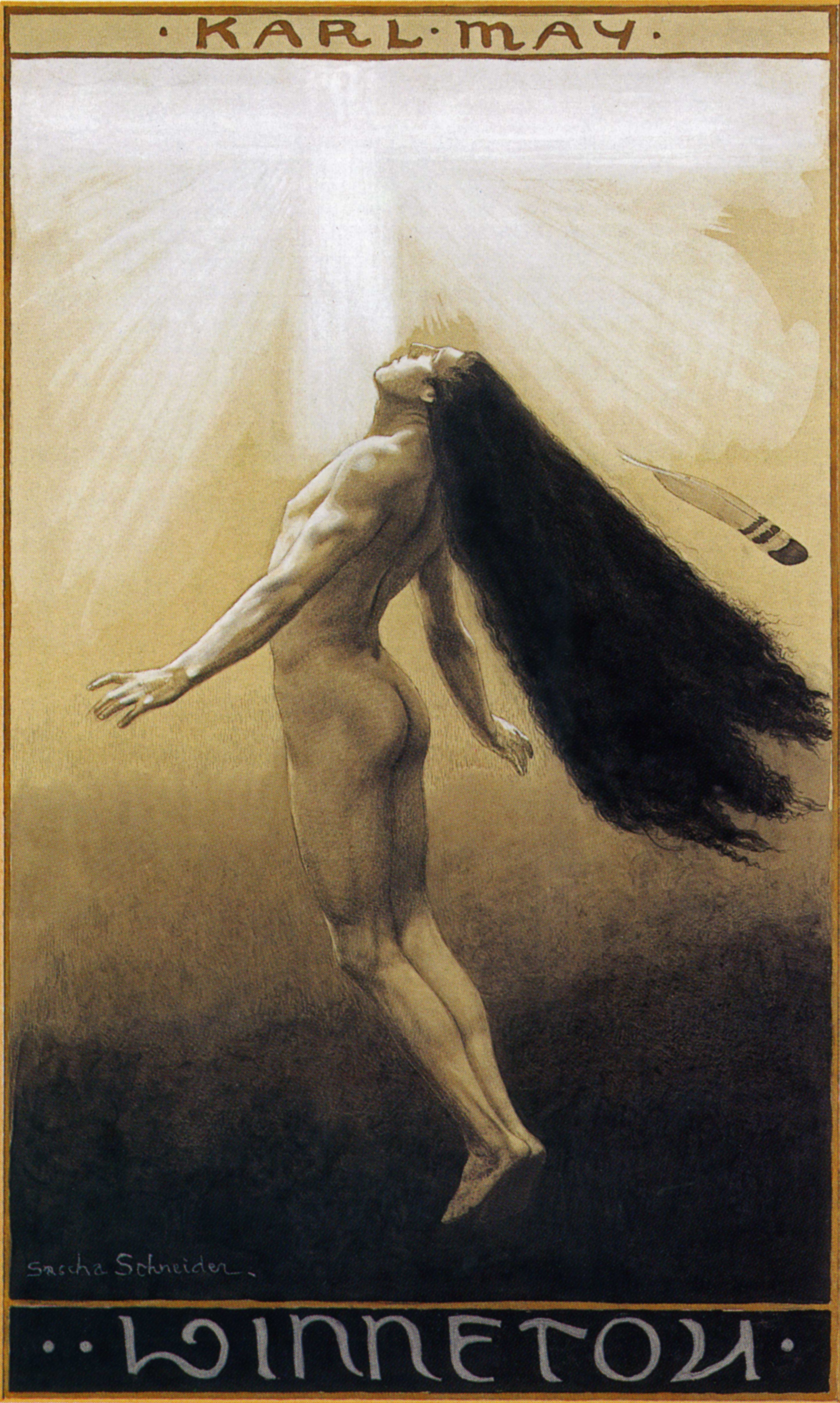
Deckelbild für Winnetou III von Karl May (1904)
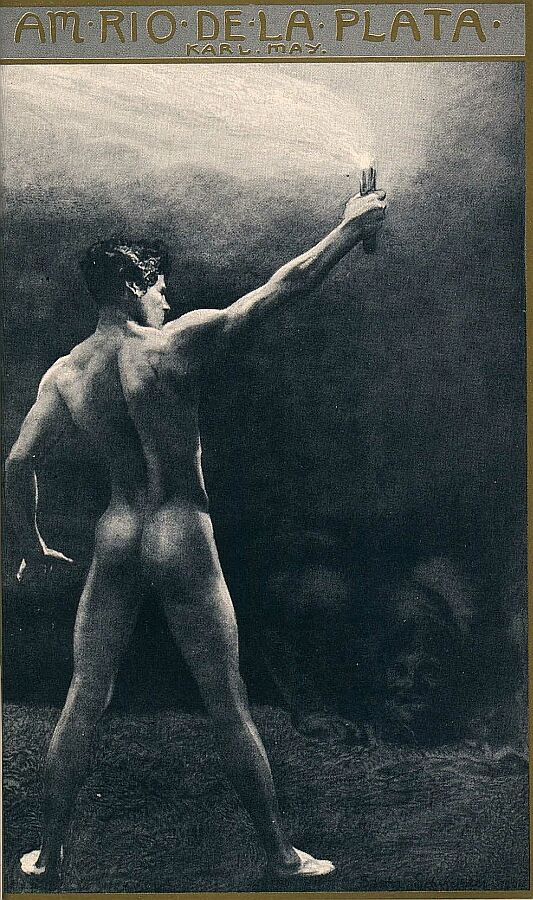
Deckelbild für Am Rio de la Plata von Karl May (1904)
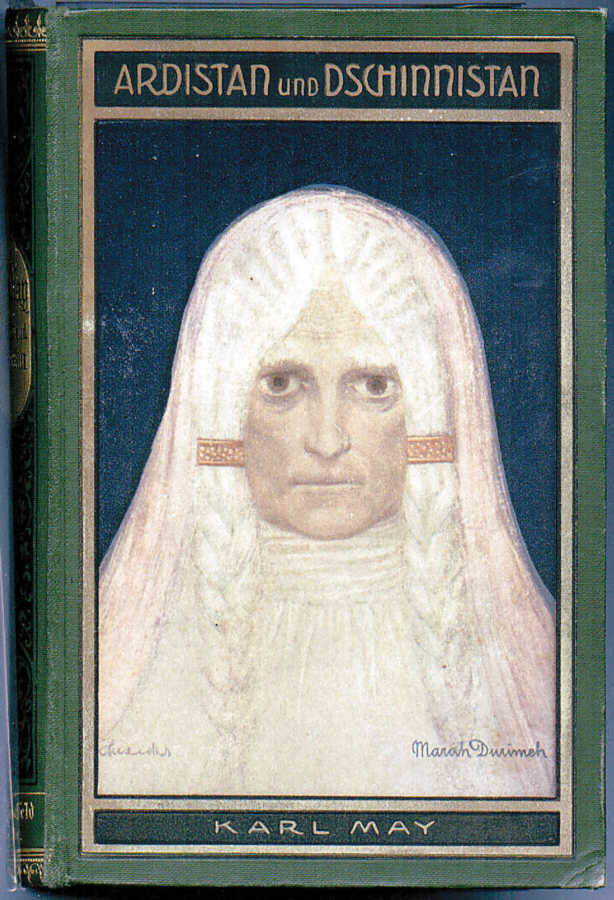
Deckelbild für Ardistan und Dschinnistan von Karl May (1904)
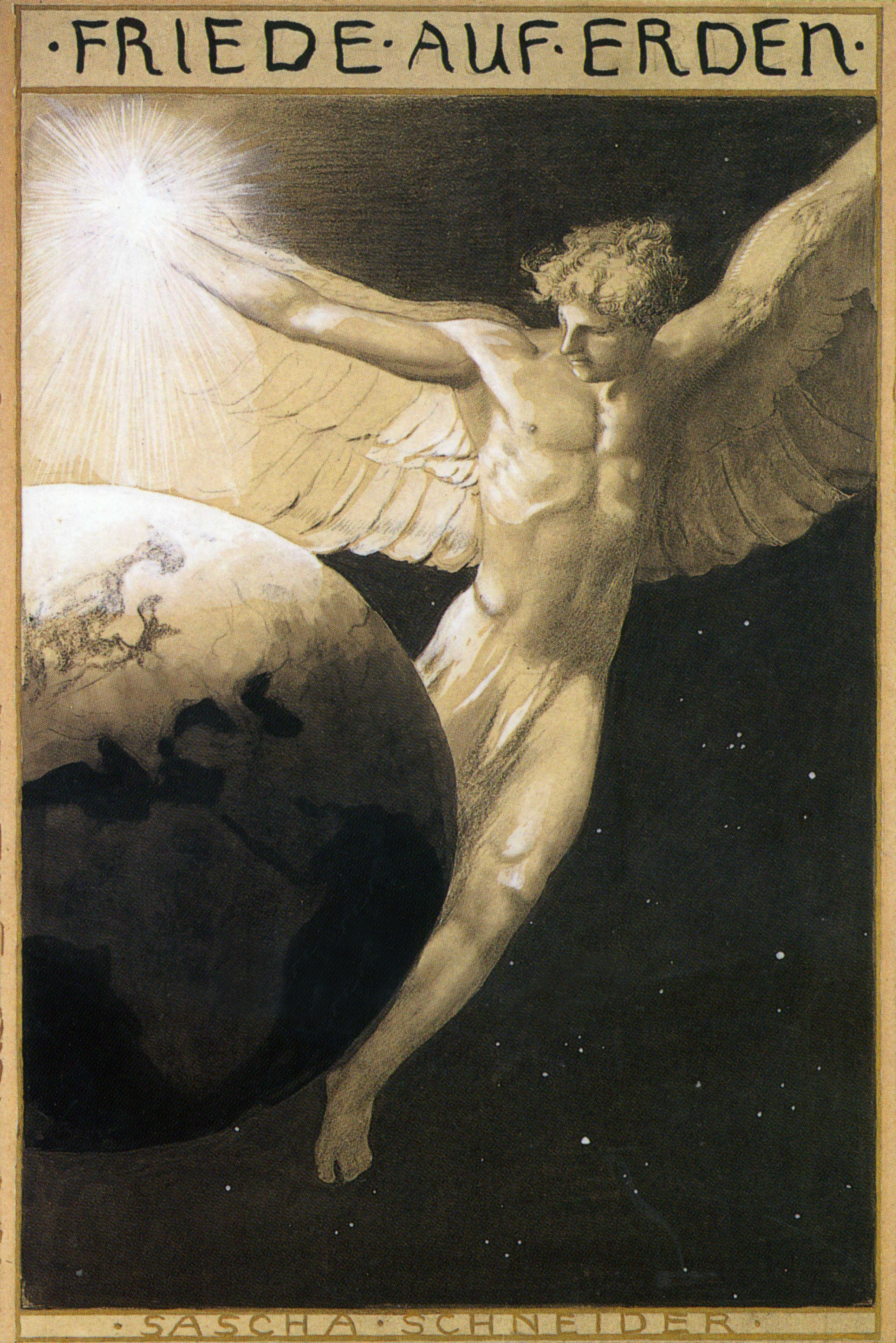
Deckelbild für Friede auf Erden von Karl May (1904)
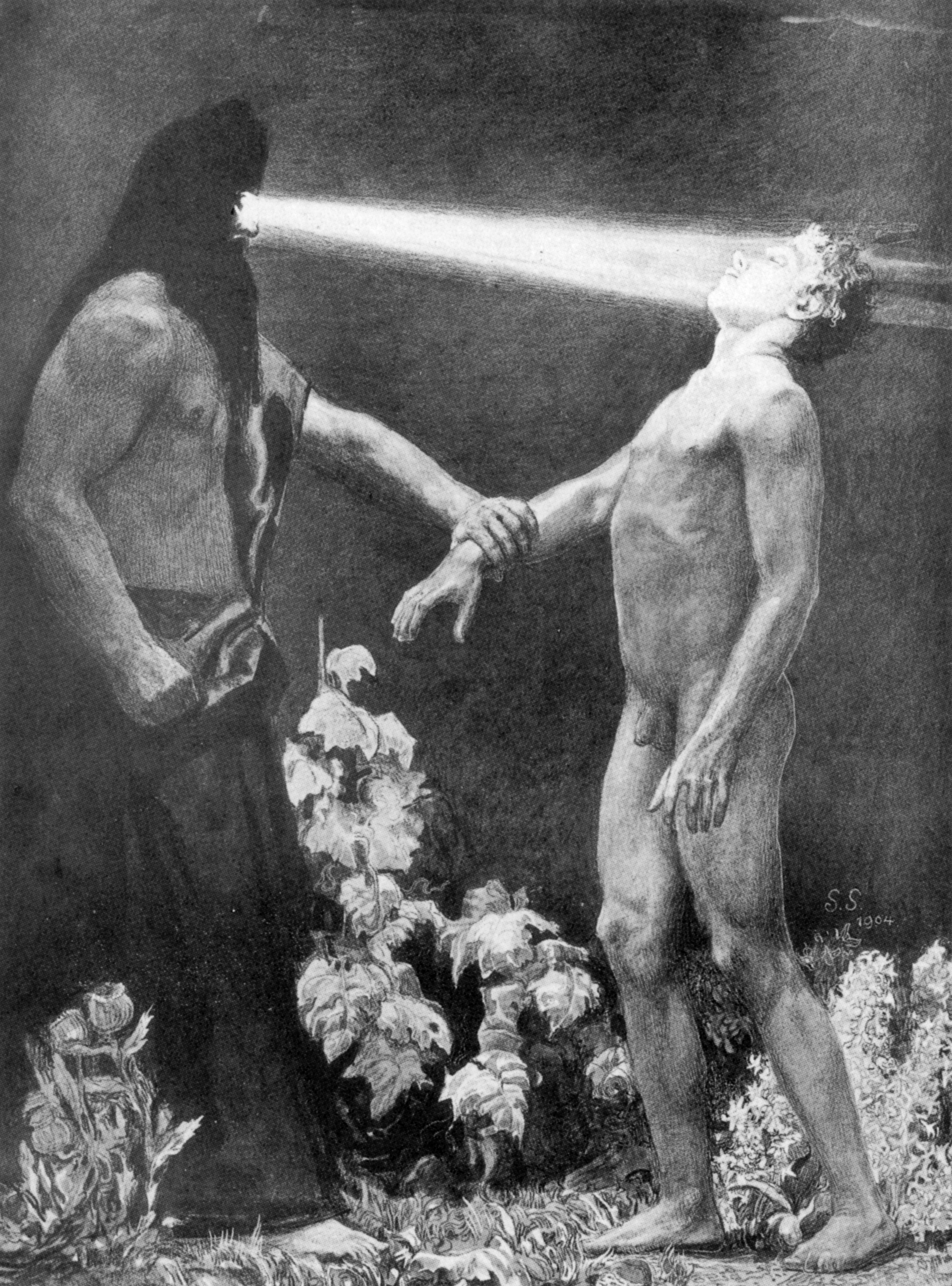
„Hypnose“ (1904)
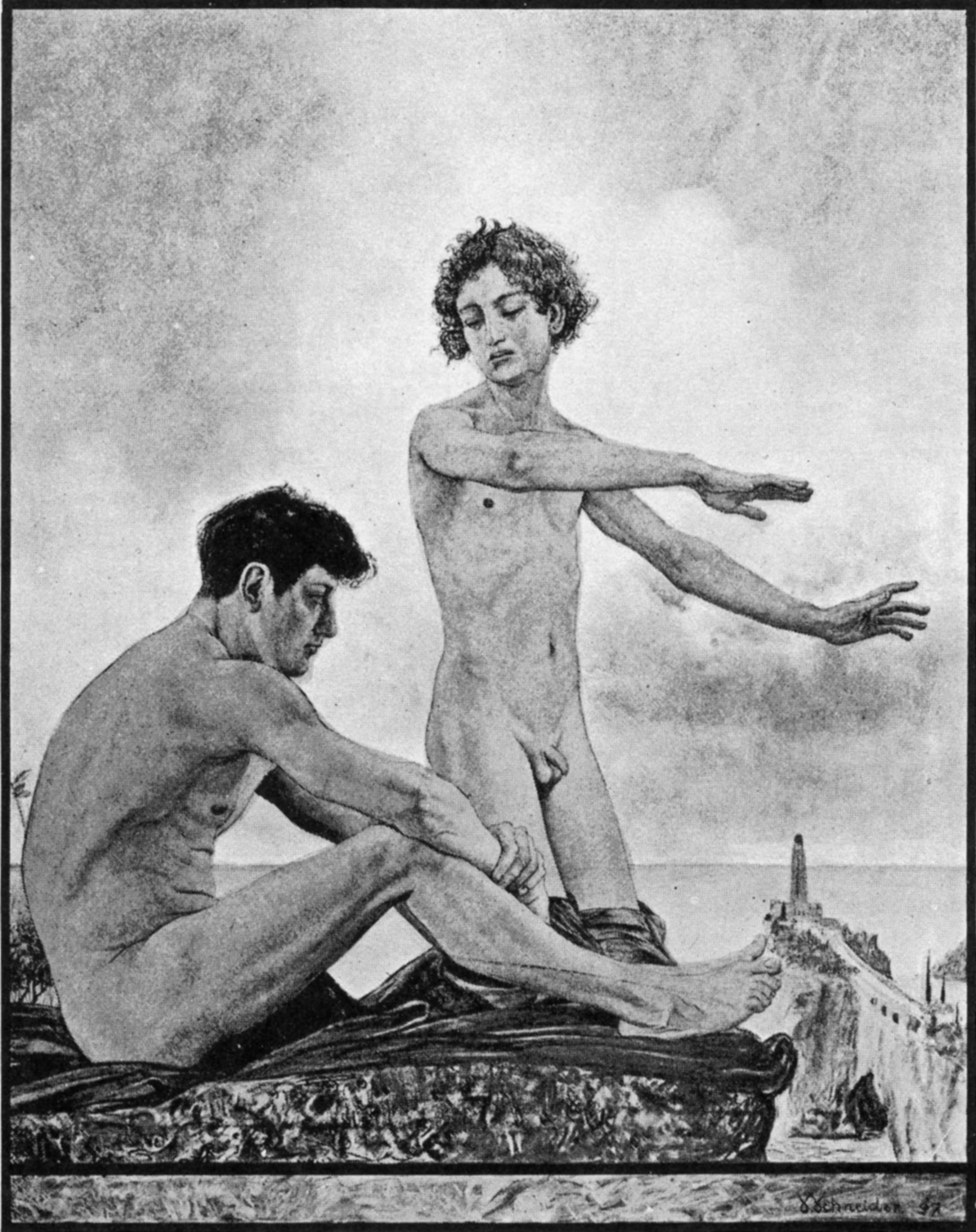
„Morgendämmerung“ (1905)
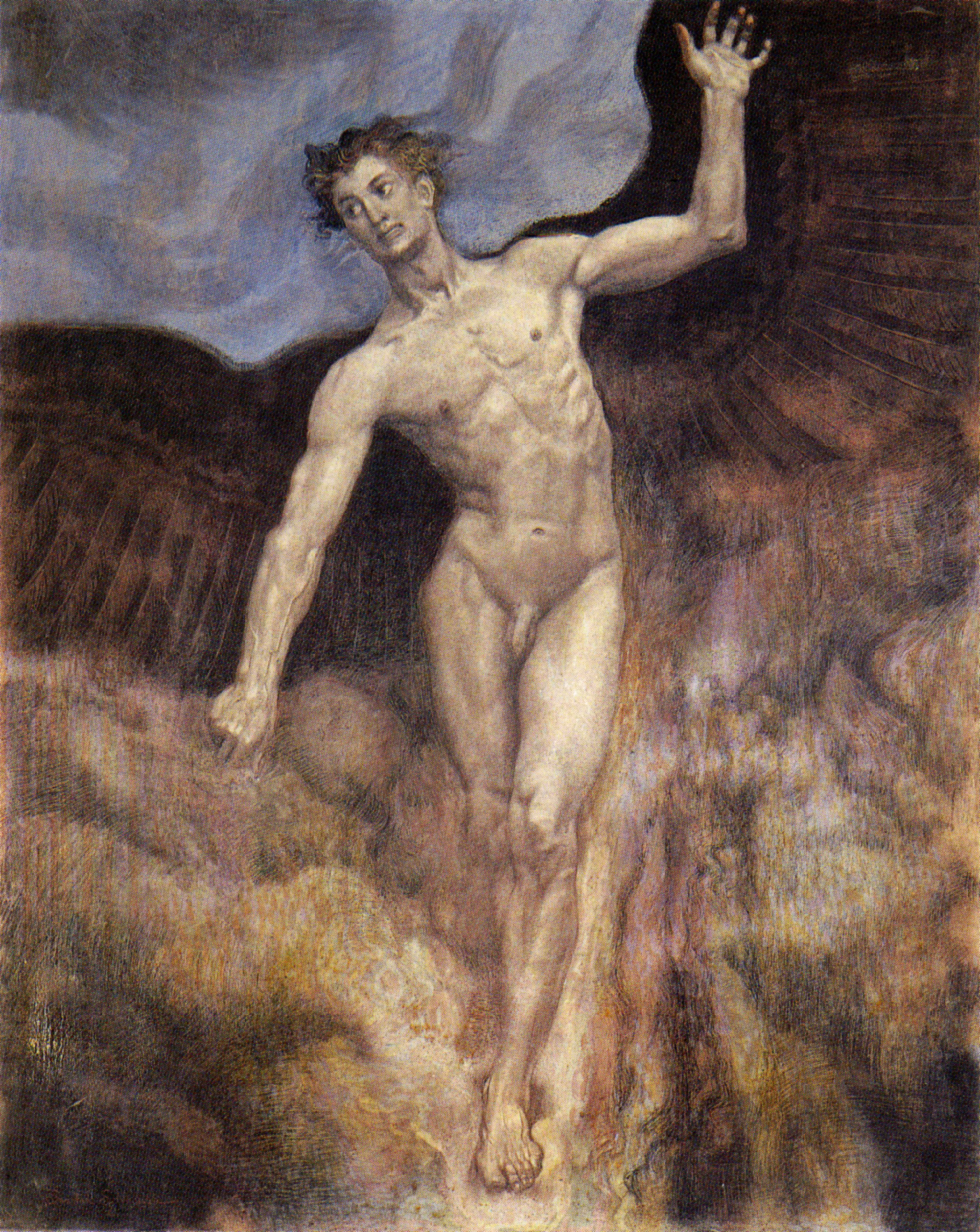
„Ikarus“ (1906)
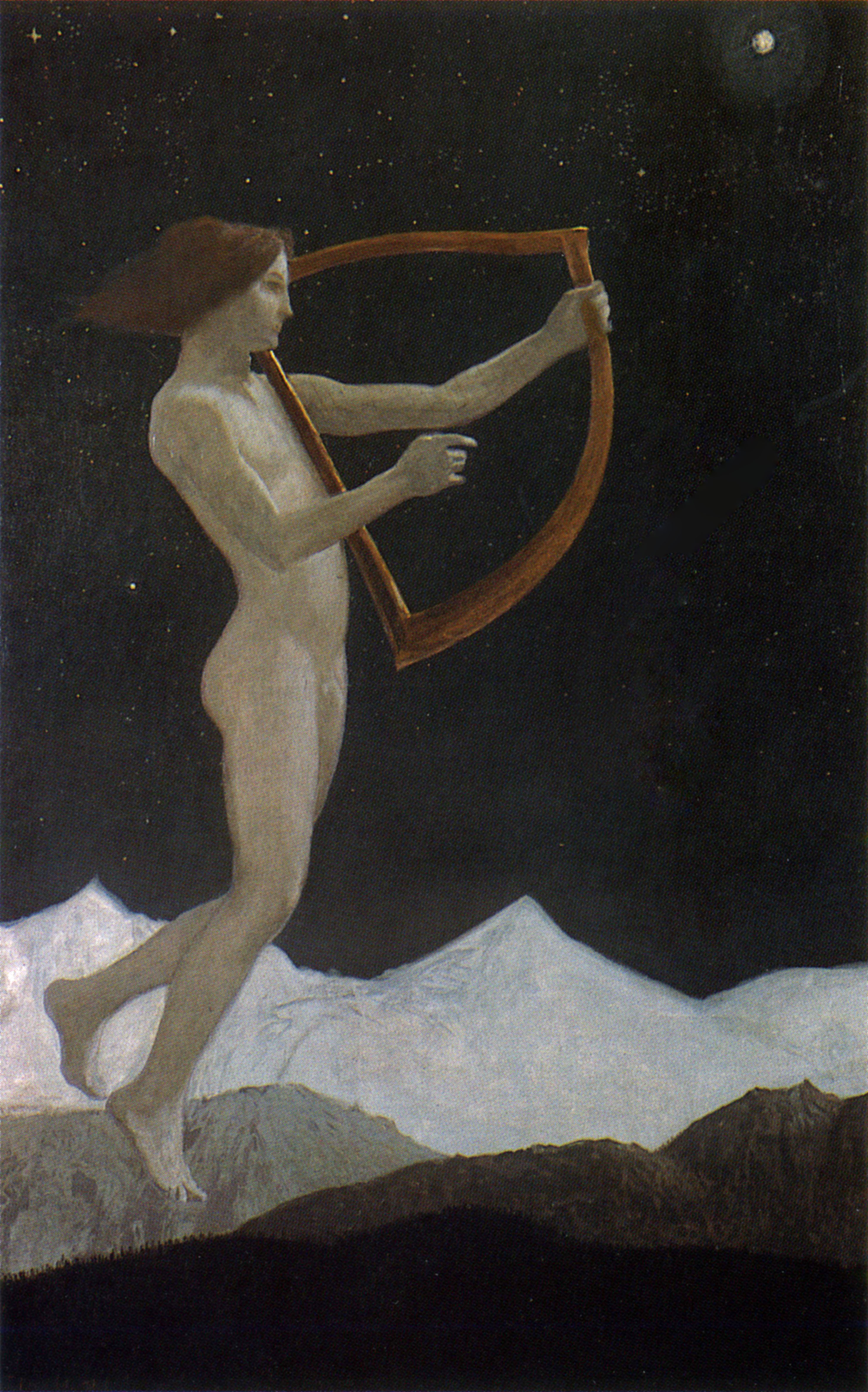
„Mondnacht“ (1906)
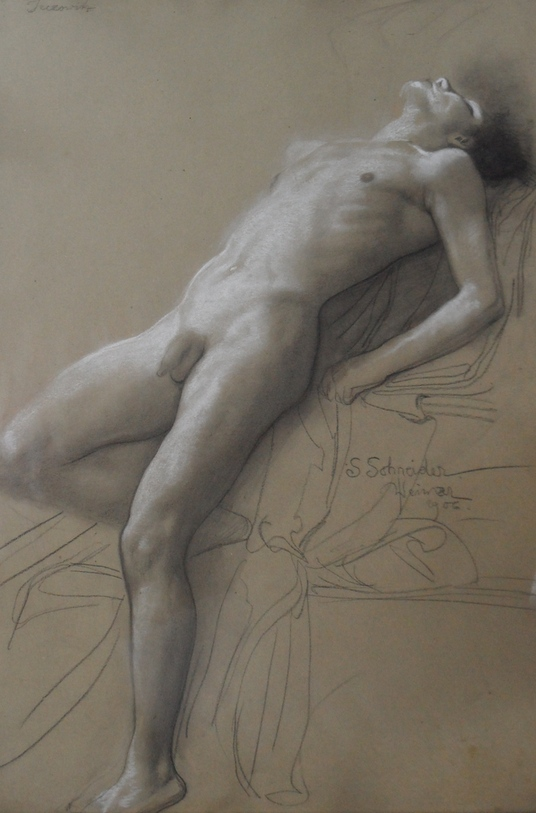
„Nackter Satyr“, Bleistift-Kohle-Zeichnung (Weimar 1906)
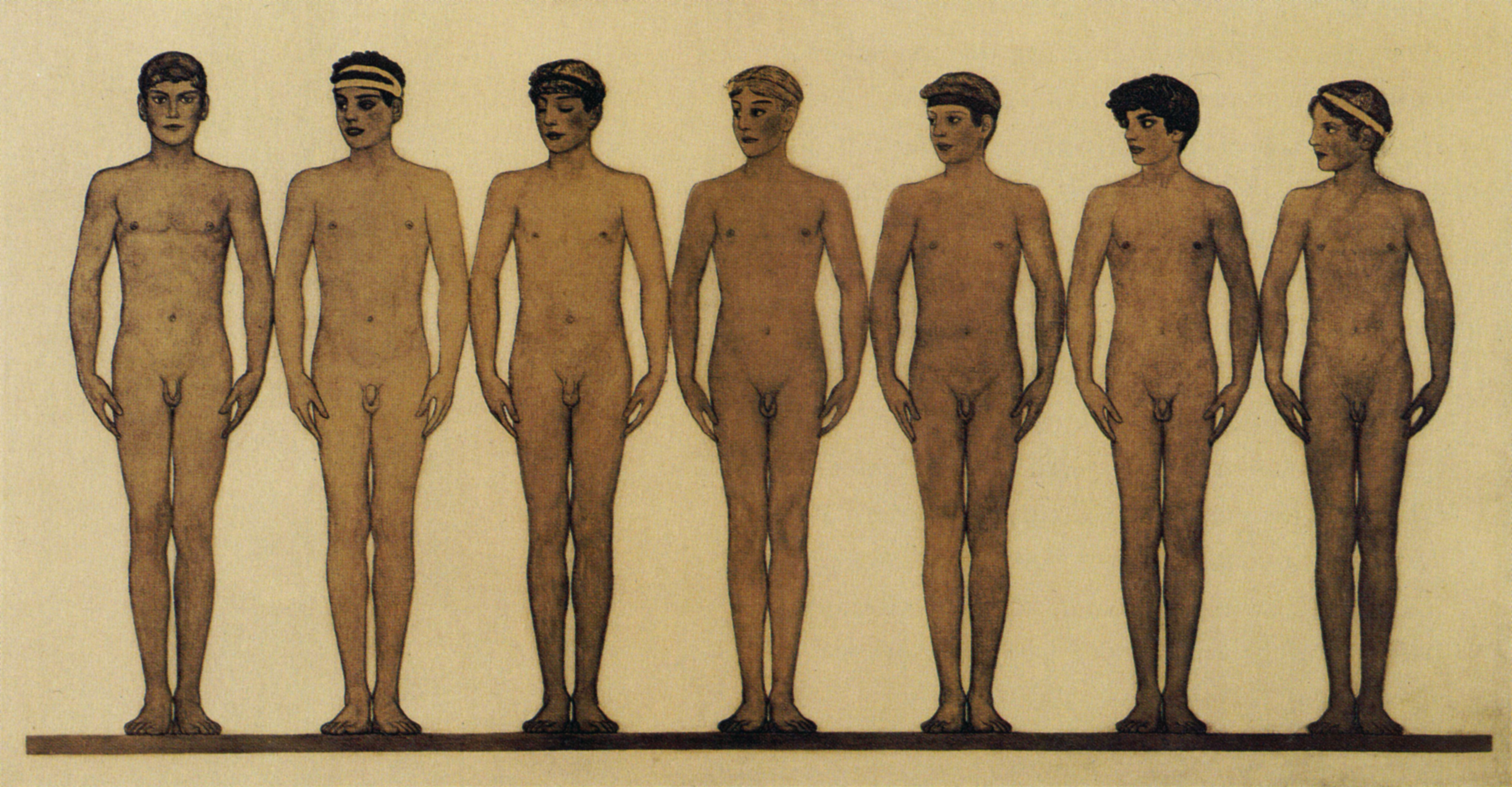
„Gymnasion“ (um 1912)
„Knabenkopf“, Aquarell (um 1912)
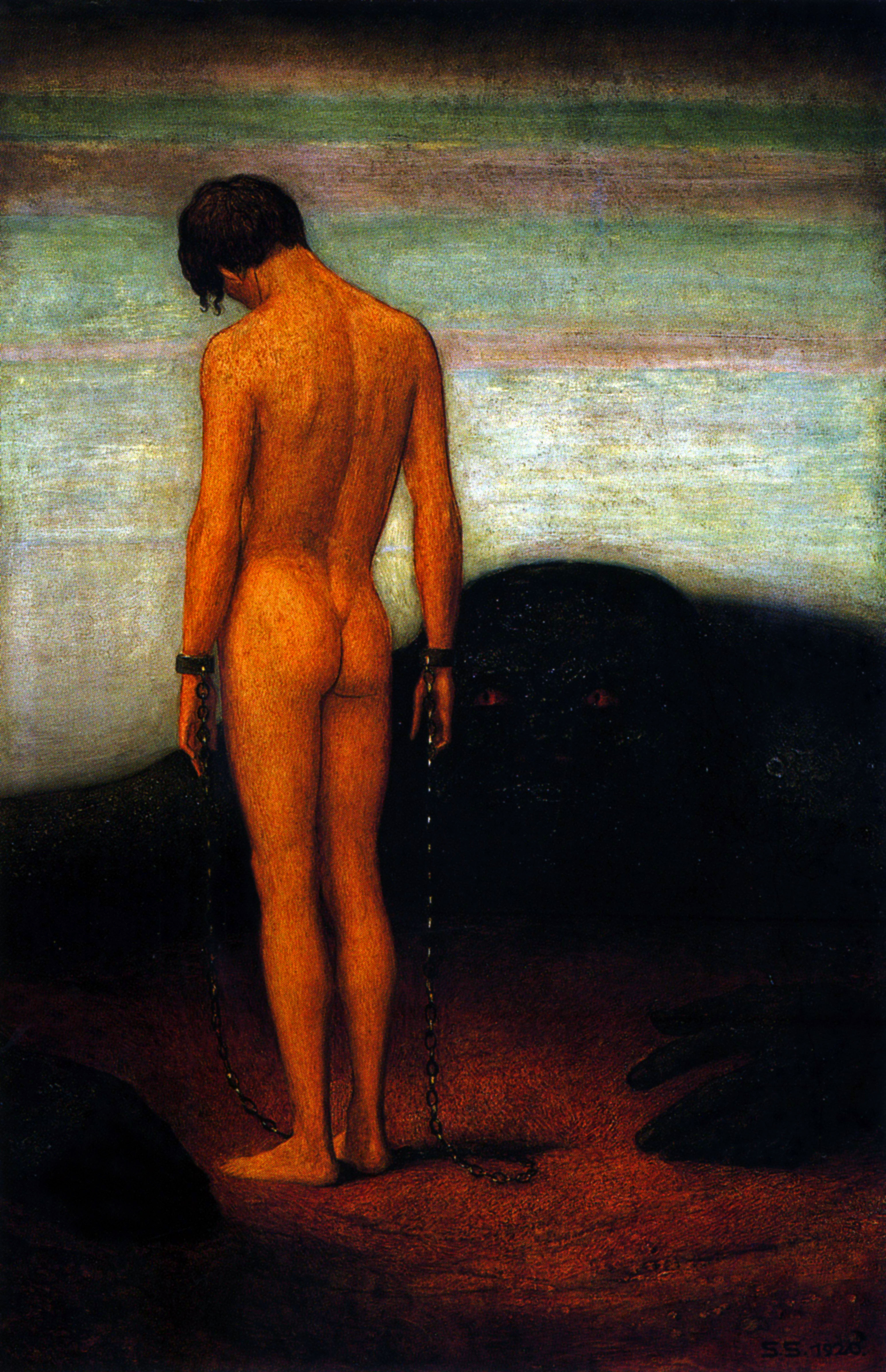
„Das Gefühl der Abhängigkeit“ (1920)
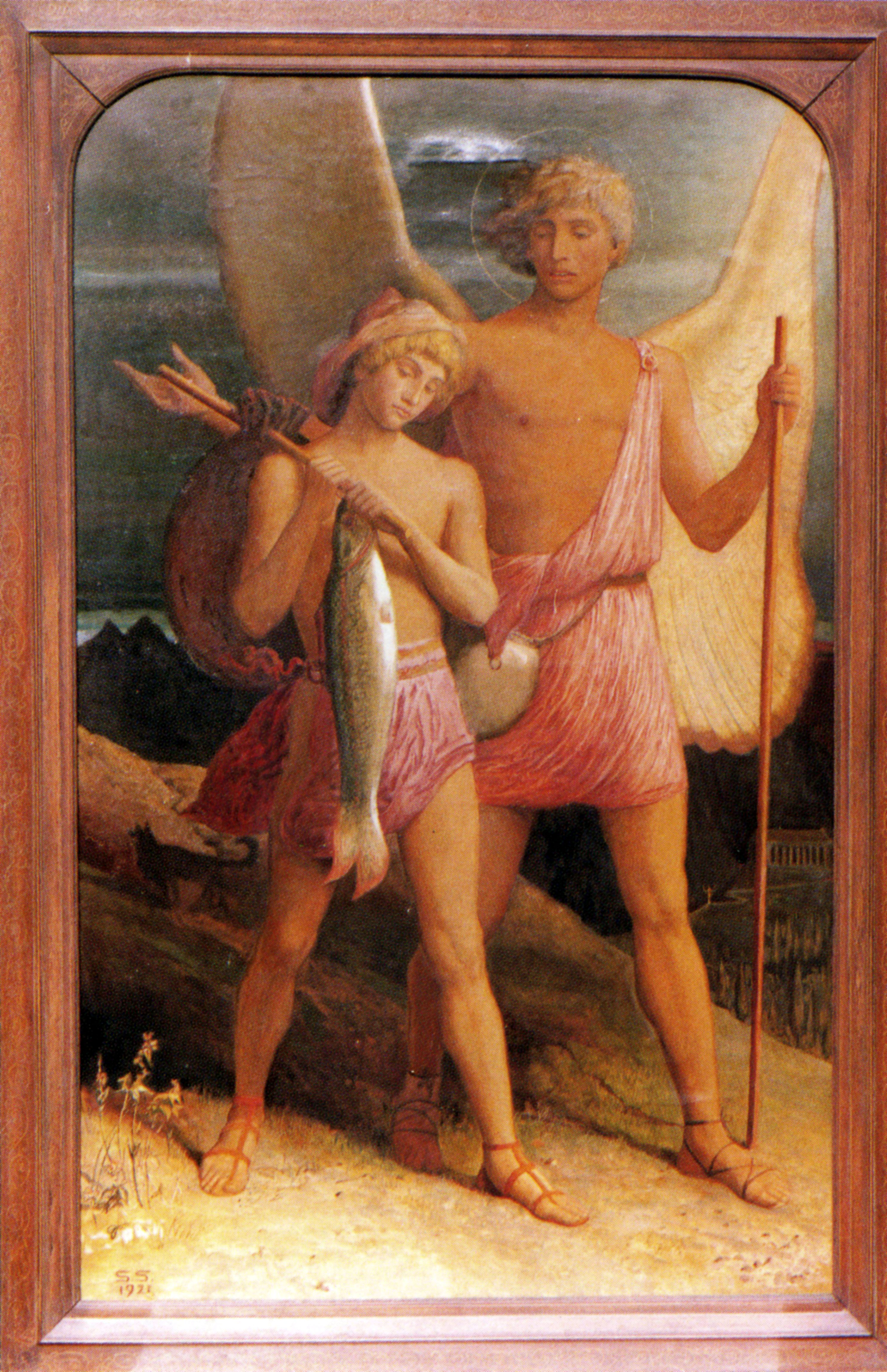
„Tobias und der Engel“ (1921)
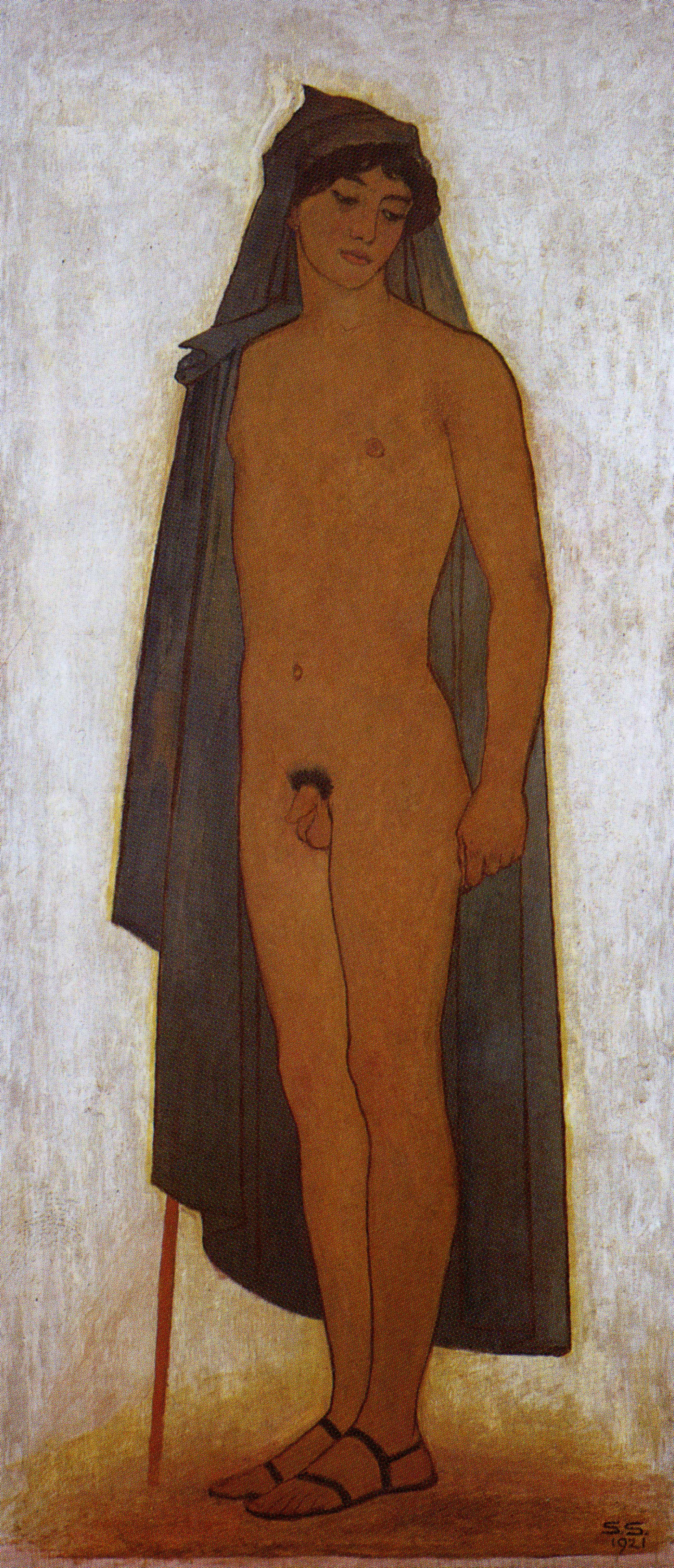
„Jüngling in einem blauen Mantel“ (1921)
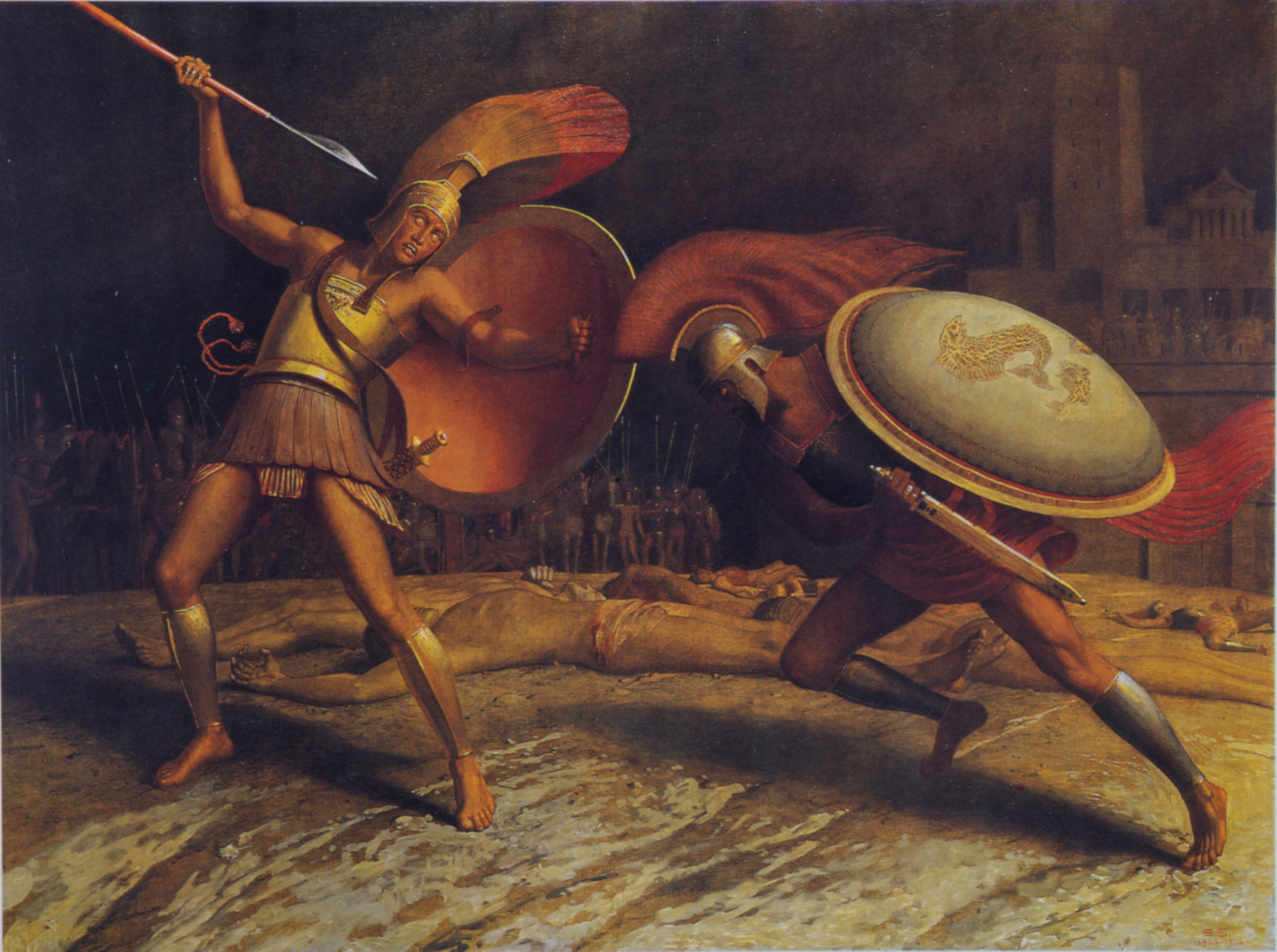
„Achilles und Hercules“ (1923)
Sascha Schneider in seinem Atelier, 1902
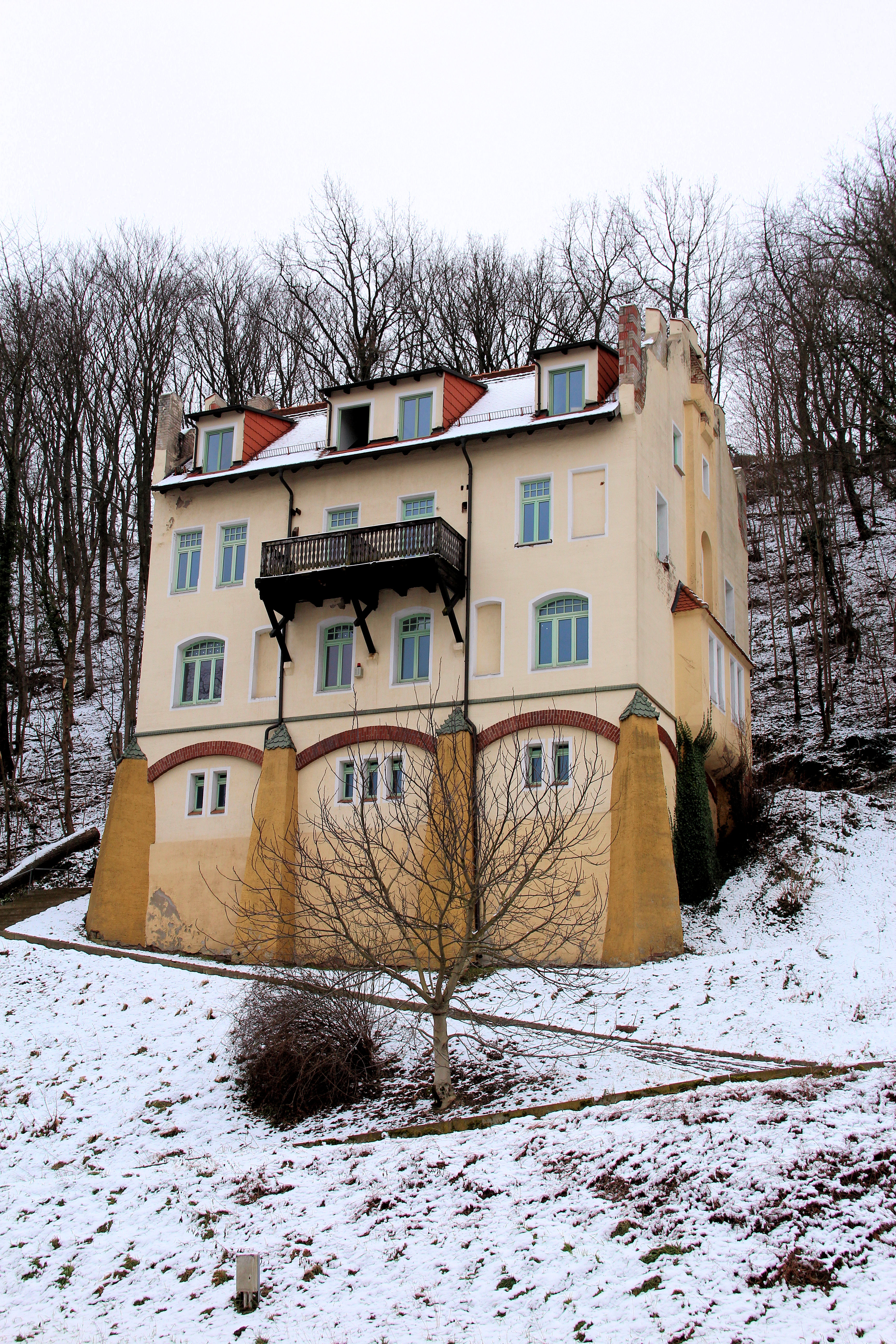
Ehemaliges Atelier und Wohnhaus von Sascha Schneider in Meißen